# 15 april
15 april is de 105de dag van het jaar (106de dag in een schrikkeljaar) in de gregoriaanse kalender. Hierna volgen nog 260 dagen tot het einde van het jaar.

## Gebeurtenissen
- Algemeen
  - 1912 - Het passagiersschip Titanic zinkt op haar eerste overtocht; ongeveer 1500 mensen komen bij die ramp om.
  - 1920 - De anarchisten Nicola Sacco en Bartolomeo Vanzetti vermoorden naar verluidt twee bewakers wanneer zij een schoenwinkel beroven.
  - 1978 - Bij de treinramp bij Vado in Italië vallen 42 doden en 76 gewonden.
  - 1991 - De Oost-Europa Bank wordt opgericht.
  - 2003 - Volkert van der Graaf wordt veroordeeld tot 18 jaar gevangenisstraf voor de moord op Pim Fortuyn.
  - 2003 - De Palestijnse terrorist Abu Abbas wordt door de Amerikanen in Irak gearresteerd.
  - 2005 - De bouw aan de Burj Khalifa is begonnen, wat uiteindelijk het hoogste gebouw ter wereld moet gaan worden.
  - 2010 - Een aswolk teistert Noordwest-Europa door een uitbarsting van de vulkaan Eyjafjallajökull in IJsland. In de daarop volgende dagen wordt in 40 Europese landen het luchtruim bijna volledig gesloten. Deze toestand duurt tot 20 april, waarna het luchtverkeer langzaam weer wordt hervat.
  - 2013 - Bij twee explosies tijdens de Boston Marathon vallen drie doden en meer dan honderd gewonden.
  - 2014 - Bij een frontale botsing tussen een bus en een vrachtwagen komen in het West-Afrikaanse land Togo 48 mensen om het leven.
  - 2023 - In Soedan breken gevechten uit tussen het leger en de paramilitaire groepering Rapid Support Forces. Er vallen zeker 25 doden. Op de luchthaven van Khartoem wordt een toestel van Saudia beschoten.[1]

- Economie
  - 2016 - De Venezolaanse regering zet de klok een half uur vooruit. President Nicolás Maduro hoopt dat zijn inwoners in de avond minder elektriciteit nodig hebben met het extra half uurtje daglicht. Venezuela kampt met tekorten op het elektriciteitsnetwerk.

- Kunst en cultuur
  - 1729 - Eerste uitvoering van de Matthäus Passion.
  - 1738 - Eerste opvoering van Serse.
  - 1874 - In Parijs start een groep jonge, voornamelijk impressionistische kunstenaars een geruchtmakende expositie.
  - 1914 - Hermann Hesse publiceert zijn roman Rosshalde.
  - 1977 - Roman Polański verschijnt voor de rechter in Los Angeles op verdenking van verkrachting van een dertienjarig meisje.
  - 2019 - Een zware brand legt een groot deel van de Notre-Dame van Parijs in de as.

- Media
  - 1917 - Eerste uitgave van het tijdschrift Forbes ligt in de kiosk.
  - 1947 - Oprichting van de Radio Nederland Wereldomroep.
  - 1999 - De Nederlandse publieke en commerciële omroepen voeren gezamenlijk actie voor de vluchtelingen uit Kosovo. In een drie uur durende programma wordt ruim dertig miljoen gulden ingezameld.

- Oorlog
  - 73 - In Judea wordt de citadel van Massada ten zuiden van de Dode Zee, door het Romeinse leger (Legio X Fretensis) onder bevel van Lucius Flavius Silva veroverd. De Zeloten (960 mannen, vrouwen en kinderen) plegen na een korte belegering massaal zelfmoord.
  - 1450 - Slag bij Formigny. Het Franse leger maakt een einde aan de Engelse overheersing van het noorden van Frankrijk. Dit luidt het einde van de Honderdjarige Oorlog in.
  - 1632 - Slag bij Rain. Zweedse troepen verslaan het Heilige Roomse Rijk tijdens de Dertigjarige Oorlog.
  - 1940 - De Geallieerden beginnen hun aanval op de Noorse stad Narvik.
  - 1945 - Bevrijding van het concentratiekamp Bergen-Belsen.
  - 1945 - De Nederlandse provincie Friesland wordt bevrijd.
  - 1986 - Operatie El Dorado Canyon: de Amerikaanse marine bombardeert doelen in Libië als vergelding voor een aanslag op 5 april in een discotheek in Berlijn waar Amerikaanse slachtoffers vielen.
  - 2014 - In het oosten van Oekraïne begint de strijd tegen separatisten.

- Politiek
  - 781 - Koning Karel de Grote benoemt zijn zoon Karloman tot "koning van Italië". Hij wordt door paus Adrianus I herdoopt tot Pepijn en gekroond met de IJzeren Kroon ("Kroon van de Longobarden"). Zijn andere zonen Karel de Jongere wordt geïnstalleerd als koning van Neustrië en de 3-jarige Lodewijk wordt benoemd tot koning van Aquitanië.
  - 1246 - Delft krijgt stadsrechten.
  - 1865 - Abraham Lincoln sterft aan zijn verwondingen die hij de vorige dag opliep.
  - 1893 - Oprichting van de Christene Volkspartij.
  - 1989 - Op het Plein van de Hemelse Vrede in Peking begint een studentenopstand.
  - 1991 - In zijn eerste decreet als president roept Zviad Gamsachoerdia de bevolking van Georgië op zich gereed te maken voor "nationale burgerlijke ongehoorzaamheid" jegens de Sovjet autoriteiten.
  - 1994 - Te Marrakesh wordt de Slotakte getekend van de onderhandelingen in het kader van de Uruguay-ronde van de GATT.
  - 1996 - In Zuid-Afrika start een Waarheidscommissie haar onderzoek naar de schending van de mensenrechten tijdens het apartheidsbewind.

- Recreatie
  - 1900 - In Parijs opent de Exposition Universelle, de grootste wereldtentoonstelling ooit in Europa, haar deuren. Vooral nieuwigheden zoals elektriciteit en film trekken veel belangstelling. De eerste Parijse metro is nog een blijvende herinnering aan deze grote tentoonstelling.
  - 1983 - Tokyo Disneyland, het eerste attractiepark binnen het Tokyo Disney Resort, wordt officieel geopend.

- Religie
  - 1945 - Encycliek Communium Interpretes Dolorum van Paus Pius XII met een oproep tot gebed voor de vrede in de maand mei.

- Sport
  - 1896 - Einde van de eerste moderne Olympische Spelen, zie Olympische Zomerspelen 1896.
  - 1907 - Oprichting van de Argentijnse omnisportclub Unión de Santa Fe.
  - 1910 - Charles Daniels scherpt in New York zijn eigen wereldrecord op de 100 meter vrije slag aan tot 1.02,8. Het oude record stond sinds 20 juli 1908 op naam van de Amerikaanse zwemmer.
  - 1913 - Oprichting van de Colombiaanse voetbalclub Independiente Medellín.
  - 1947 - Jackie Robinson maak zijn debuut voor het honkbalteam van de Los Angeles Dodgers, en doorbreekt daarmee de rassensegregatie in die sport.
  - 1967 - Arie den Hartog wint de tweede editie van Nederlands enige wielerklassieker, de Amstel Gold Race.
  - 1989 - Bij de Hillsboroughramp in het stadion van Sheffield Wednesday FC in Engeland, komen 96 toeschouwers om het leven als 4000 voetbalfans zonder kaartje de overvolle tribunes opkomen.
  - 1993 - De Spaanse voetbalclub Sporting Gijón stelt de Nederlandse trainer-coach Bert Jacobs op non-actief.
  - 2007 - Joshua Chelenga wint de marathon van Rotterdam in een tijd van 2.08.21
  - 2009 - De Italiaanse wielrenner Alessandro Petacchi wint de Scheldeprijs.
  - 2018 - PSV wordt voor de 24e keer landskampioen. Ajax werd met 3-0 verslagen en zo werd het puntenverschil te groot.

- Wetenschap en technologie
  - 1866 - Ontdekking van het decreet van Canopus.
  - 1900 - Opening van de Exposition Universelle (1900), de vijfde wereldtentoonstelling al die in Parijs plaatsvindt.
  - 1923 - Insuline wordt voor de eerste keer algemeen beschikbaar voor lijders aan suikerziekte.
  - 1956 - Ingebruikneming van de Dwingeloo Radiotelescoop.
  - 2005 - NASA lanceert onder de naam DART (Demonstration for Autonomous Rendezvous Technology) een ruimtevaartuig dat geheel autonoom moet koppelen met een communicatiesatelliet in een baan om de Aarde. De missie wordt afgebroken als beide ruimtevaartuigen door een technisch probleem in botsing komen waarbij verder geen ernstige schade ontstaat.[2]
  - 2023 - Lancering van een Falcon 9 raket van SpaceX vanaf Vandenberg Space Force Base SLC-4E voor de Transporter 7 missie met 51 satellieten. De draagraket is voorzien van een nieuw type uitlaatpijp die kostenbesparend is maar ook de specifieke impuls van de raketmotor omlaag brengt.[3]
  - 2023 - Een Dragon ruimteschip ontkoppelt na een verblijf van ongeveer 1 maand van het ISS en landt ongeveer 6 uur later met bijna 2000 kg spullen aan boord dichtbij Florida in de Indische Oceaan. Daarmee is bevoorradingsmissie Dragon CRS-2 SpX-27 ten einde.[4]
  - 2023 - In Duitsland stoppen de laatste drie nog actieve kerncentrales definitief met de productie van elektriciteit.[5]
  - 2024 - Lancering met een Lange Mars 2D raket van China Aerospace Science Corporation (CASC) vanaf lanceerbasis Jiuquan SLS-2 van de SuperView Neo 3-01 missie met de gelijknamige commerciële aardobservatiesatelliet van China Siwei Survey and Mapping Technology Co. Ltd die een 0,5 m resolutie heeft in 9 golflengtes en een 130 km brede baan kan vastleggen.[6]

## Geboren

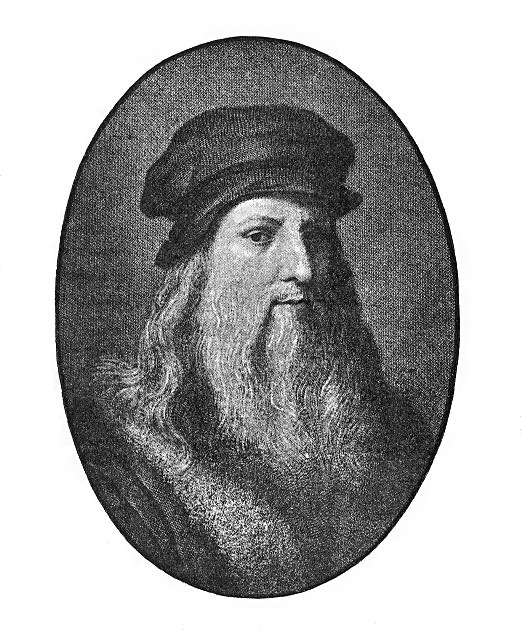
Leonardo da Vinci
geboren in 1452

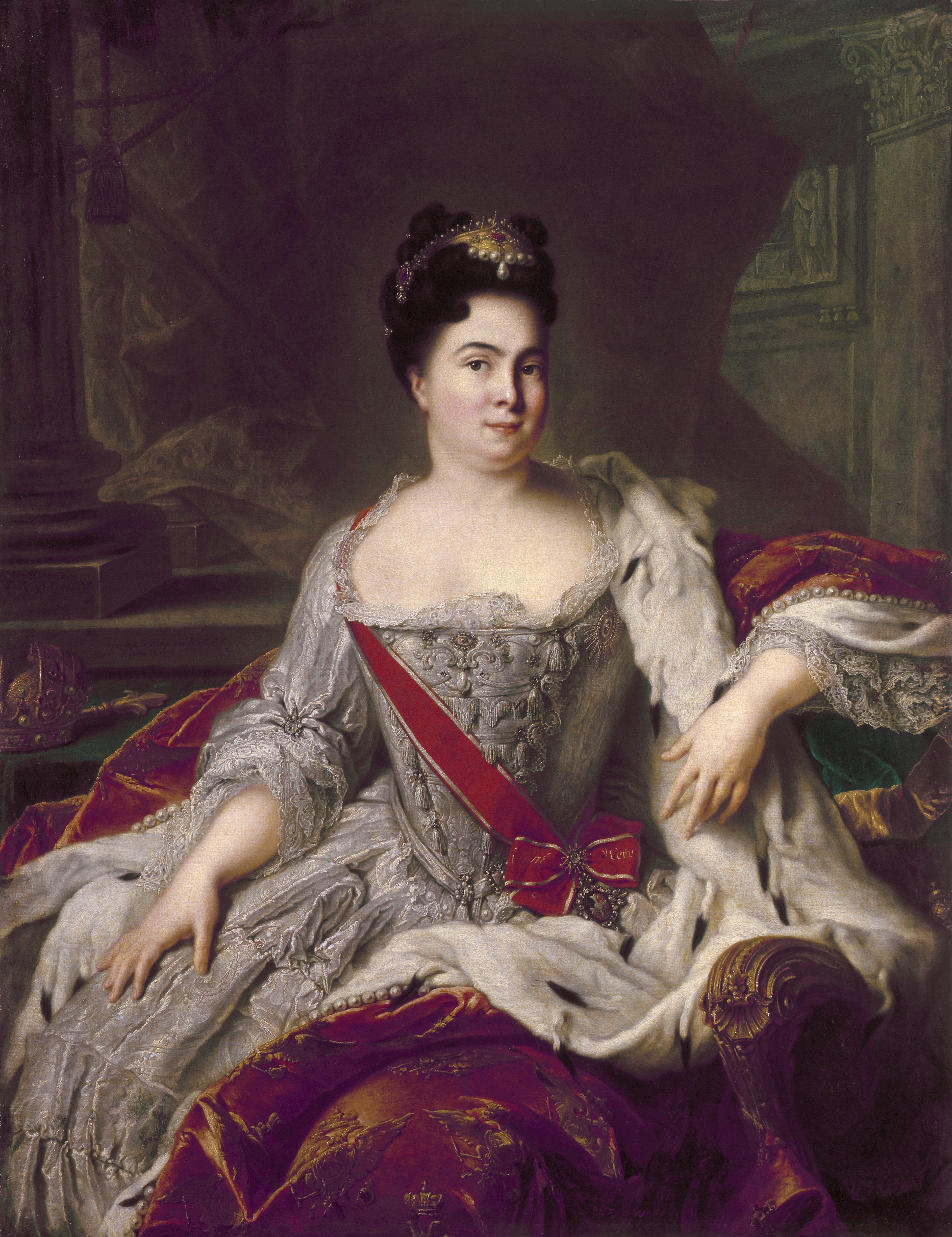
Catharina I van Rusland
geboren in 1684

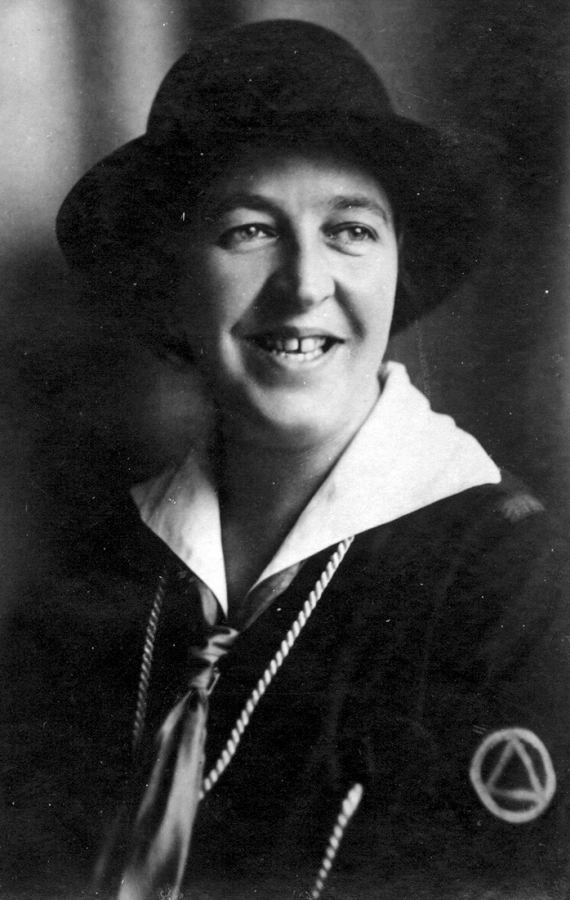
Corrie ten Boom
geboren in 1892

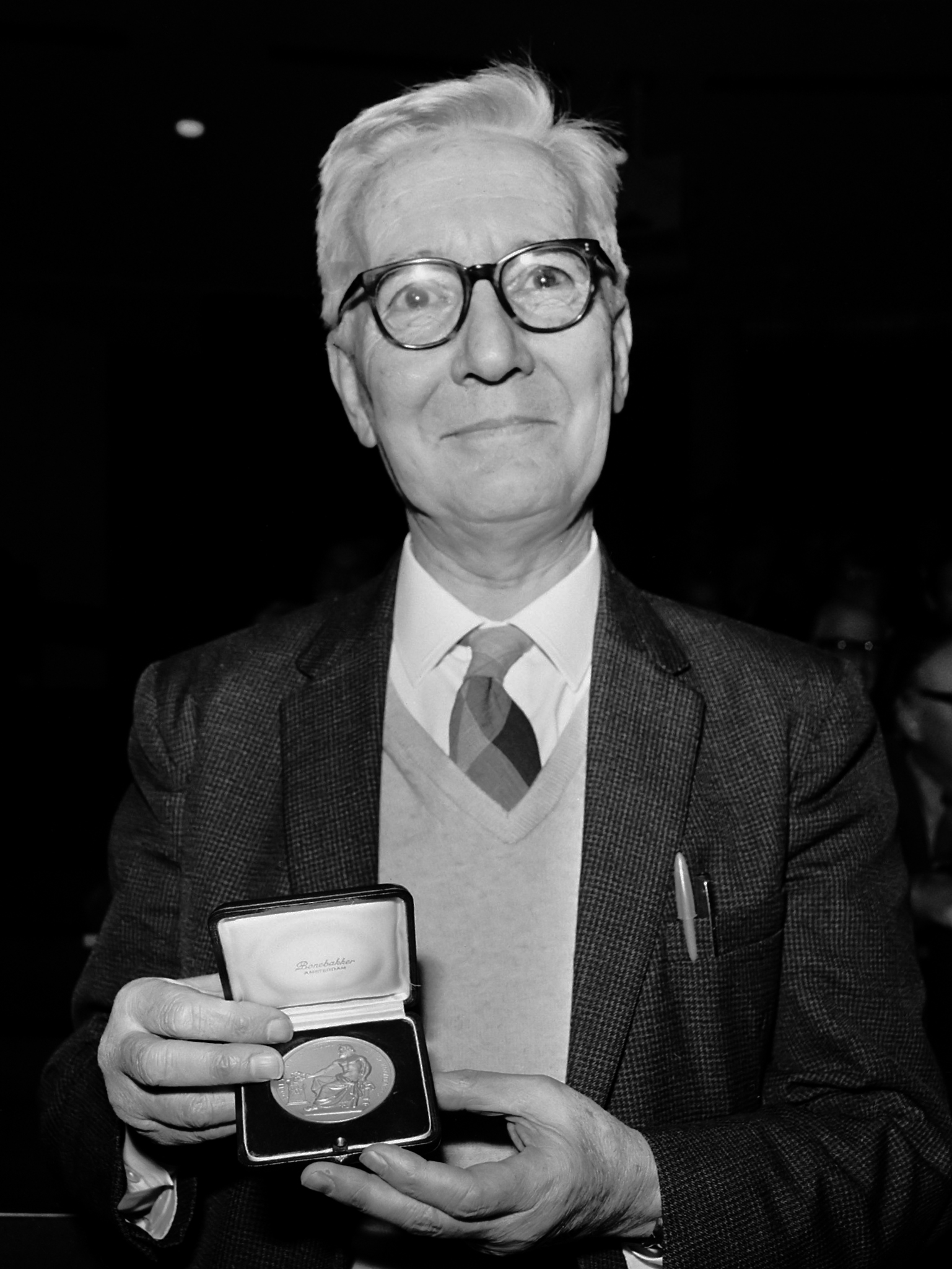
Niko Tinbergen
geboren in 1907

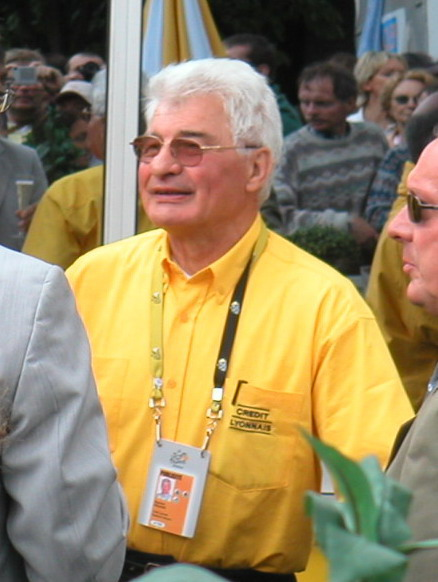
Raymond Poulidor
geboren in 1936

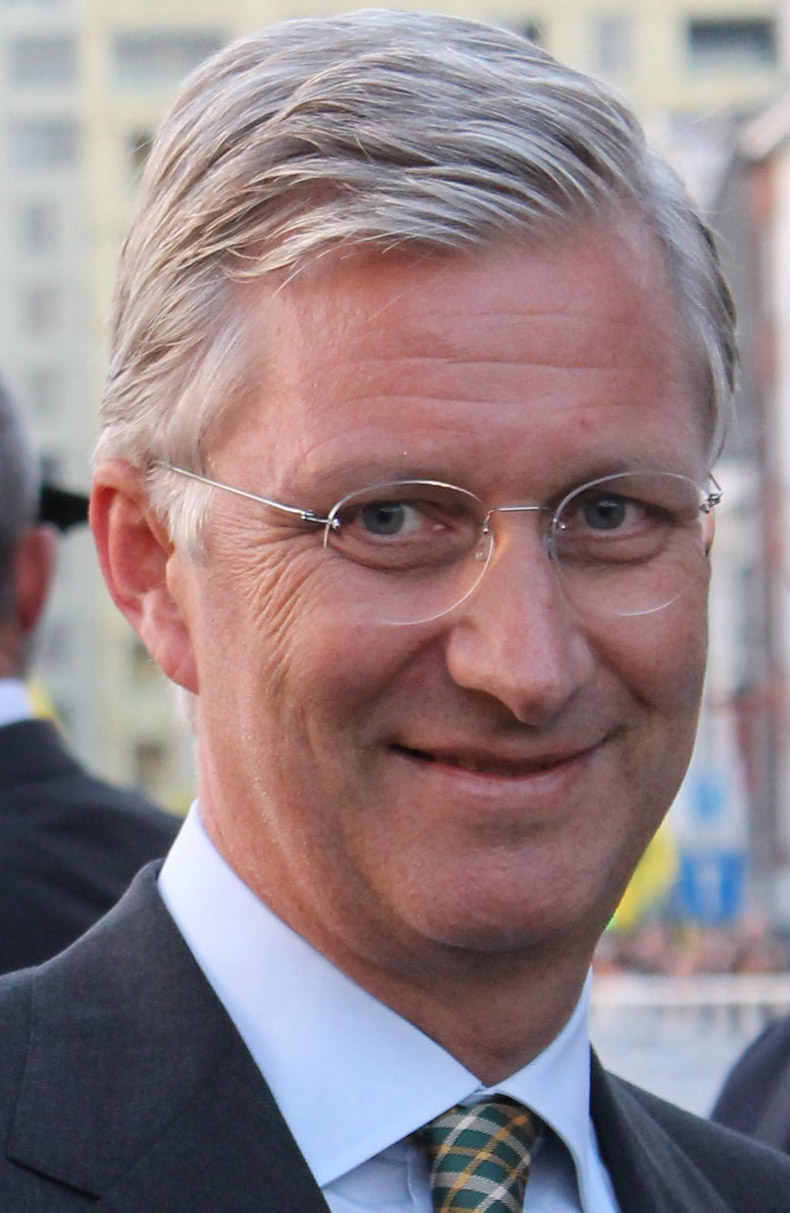
Filip van België
geboren in 1960

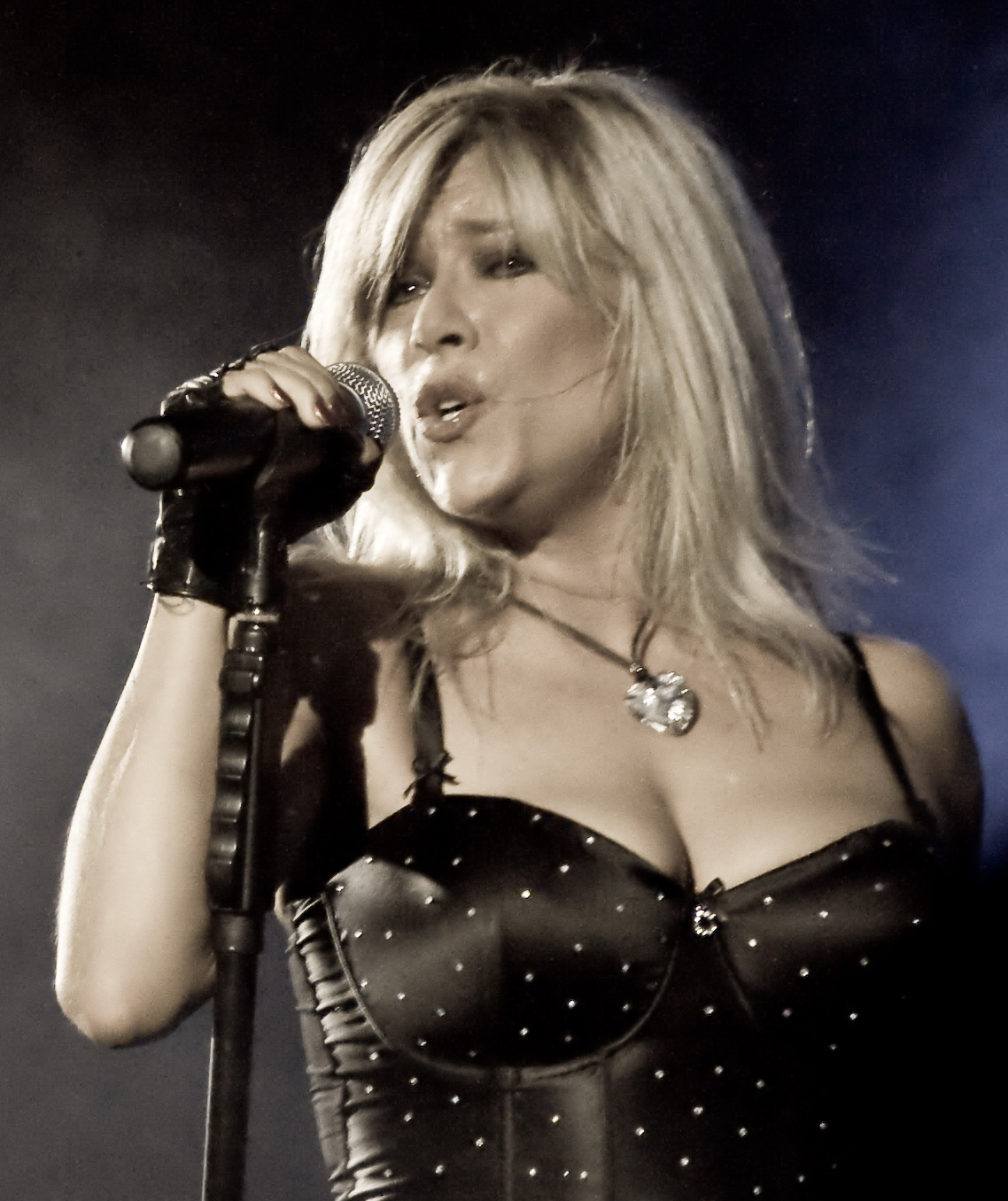
Samantha Fox
geboren in 1966

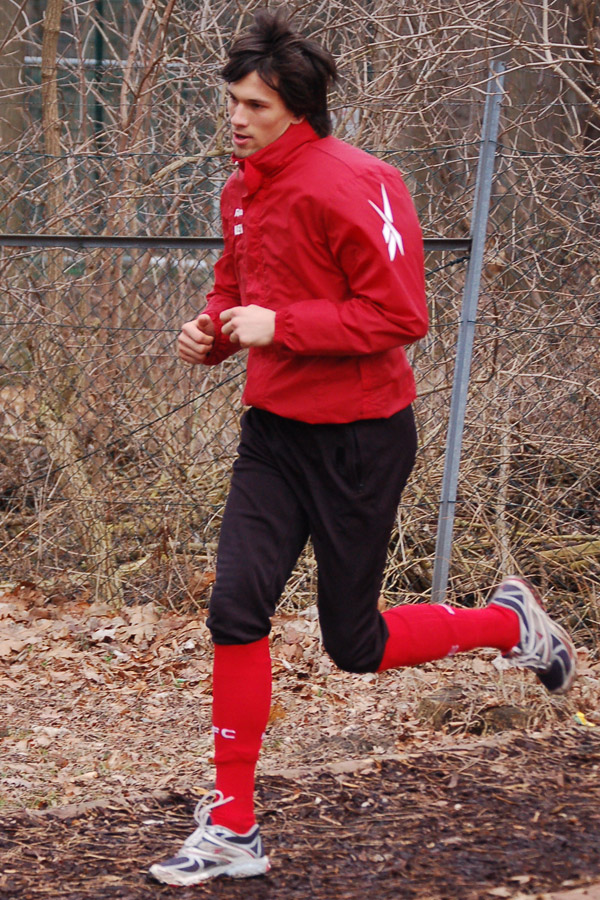
Miro Varvodić
geboren in 1990

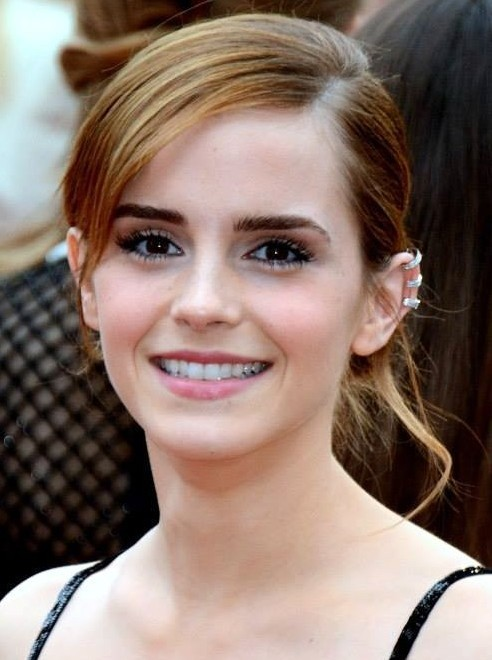
Emma Watson
geboren in 1990

- 1452 - Leonardo da Vinci, Italiaans architect, uitvinder, ingenieur, beeldhouwer, schrijver en schilder (overleden 1519)
- 1563 - Goeroe Arjan, vijfde goeroe van het sikhisme (overleden 1606)
- 1646 - Christiaan V, koning van Denemarken en Noorwegen (1670-1699) (overleden 1699)
- 1684 - Catharina I van Rusland, Russisch tsarina (overleden 1727)
- 1689 - Adriaan Loosjes, Nederlands predikant en schrijver (overleden 1767)
- 1707 - Leonhard Euler, Zwitsers wiskundige (overleden 1783)
- 1707 - Claude Louis de Saint-Germain, Frans generaal en Minister van Oorlog (overleden 1778)
- 1773 - Josef August Schultes, Oostenrijks botanicus en hoogleraar (overleden 1831)
- 1800 - James Clark Ross, Brits ontdekkingsreiziger (overleden 1862)
- 1804 - Marcantonio Pacelli, Italiaans advocaat en adviseur van het Vaticaan (overleden 1902)
- 1812 - Théodore Rousseau, Frans kunstschilder overleden 1867)
- 1832 - Wilhelm Busch, Duits dichter (overleden 1908)
- 1834 - Thomas François Burgers, Zuid-Afrikaans president (overleden 1881)
- 1843 - Henry James, Amerikaans romanschrijver (overleden 1916)
- 1874 - Johannes Stark, Duits natuurkundige (overleden 1957)
- 1875 - Ina Boudier-Bakker, Nederlands schrijfster (overleden 1966)
- 1876 - Friedrich Radszuweit, Duits uitgever en homorechtenactivist (overleden 1932)
- 1877 - Jules Basdevant, Frans rechtsgeleerde en rechter (overleden 1968)
- 1890 - Jakob van Domselaer, Nederlands componist (overleden 1960)
- 1890 - Nikolaj Troebetskoj, Russisch taalwetenschapper (overleden 1938)
- 1892 - Corrie ten Boom, Nederlands horlogemaakster, evangeliste en schrijfster (overleden 1983)
- 1892 - Cesare Zerba, Italiaans curiekardinaal (overleden 1973)
- 1894 - Bessie Smith, Amerikaans zangeres (overleden 1937)
- 1898 - Harry Edward, Brits atleet (overleden 1973)

- 1901 - Joe Davis, Brits snookerspeler (overleden 1978)
- 1903 - Albertus Johannes de Haas, Nederlands verzetsstrijder (overleden 1941)
- 1907 - Casper Reardon, Amerikaans harpist (overleden 1941)
- 1907 - Niko Tinbergen, Nederlands etholoog en Nobelprijswinnaar (overleden 1988)
- 1908 - Lita Grey, Amerikaans actrice (overleden 1995)
- 1909 - Staf Weyts, Belgisch schrijver (overleden 1985)
- 1910 - Miguel Najdorf, Pools schaker (overleden 1997)
- 1912 - Kim Il-sung, politiek leider van Noord-Korea (overleden 1994)
- 1914 - Jozef Smets (107), Belgisch pastoor, eeuweling en oudste man van België (overleden 2021)
- 1916 - Arie Smit, Indonesisch kunstschilder (overleden 2016)
- 1920 - Richard von Weizsäcker, Oud West-Duits bondspresident (overleden 2015)
- 1921 - Jan Bens, Nederlands voetballer en voetbalcoach (overleden 2012)
- 1922 - Graham Whitehead, Brits autocoureur (overleden 1981)
- 1923 - Ernesto Prinoth, Italiaans autocoureur (overleden 1981)
- 1924 - Neville Marriner, Engels dirigent en violist (overleden 2016)
- 1924 - Lieuwe Steiger, Nederlands voetbaldoelman (PSV) (overleden 2006)
- 1925 - Livio Reginaldo Fischione, Italiaans bisschop (overleden 2009)
- 1927 - Marcel Dits, Belgisch atleet
- 1928 - Gon Voorhoeve, Nederlands componist (overleden 1994)
- 1929 - Roland Cardon, Belgisch componist, dirigent en muziekpedagoog (overleden 2001)
- 1930 - Richard Davis, Amerikaans jazzcontrabassist (overleden 2023)
- 1930 - Vigdís Finnbogadóttir, IJslands politica
- 1930 - Sy Johnson, Amerikaans jazzpianist en arrangeur (overleden 2022)
- 1931 - Ed Bailey, Amerikaans honkbalspeler (overleden 2007)
- 1931 - Tomas Tranströmer, Zweeds dichter en winnaar Nobelprijs voor de Literatuur (overleden 2015)
- 1931 - Pierre Vaneck, Frans/Belgisch acteur (overleden 2010)
- 1932 - Roel Wiersma, Nederlands voetballer (overleden 1995)
- 1933 - Johnny Carson, Amerikaans muziekpromotor (overleden 2010)
- 1933 - Roy Clark, Amerikaans muzikant (overleden 2018)
- 1933 - David Hamilton, Brits-Frans fotograaf en filmer (overleden 2016)
- 1933 - Michel Kruin, Surinaams voetballer (overleden 2023)
- 1933 - Charles Sowa, Luxemburgs atleet (overleden 2013)
- 1935 - Miel Cools, Belgisch zanger (overleden 2013)
- 1936 - Raymond Poulidor, Frans wielrenner (overleden 2019)
- 1937 - Jerre Hakse, Nederlands beeldend kunstenaar (overleden 2024)
- 1938 - Claudia Cardinale, Italiaans actrice
- 1939 - Paul Roekaerts, Belgisch atleet

- 1940 - Jeffrey Archer, Brits politicus en romanschrijver
- 1941 - Joseph Aghoghovbia, Nigeriaans voetballer (overleden 2010)
- 1941 - Josep Maria Fusté, Spaans voetballer (overleden 2023)
- 1942 - Kenneth Lee Lay, Amerikaans topman (overleden 2006)
- 1942 - Gennadi Logofet, Russisch voetballer (overleden 2011)
- 1943 - Riem de Wolff, Nederlands zanger (The Blue Diamonds) (overleden 2017)
- 1944 - Dave Edmunds, Brits muzikant en zanger
- 1944 - Kunishige Kamamoto, Japans voetballer en politicus (overleden 2025)
- 1945 - Revaz Dzodzoeasjvli, Sovjet-Georgisch voetballer en trainer
- 1945 - Jos van Rey, Nederlands ondernemer, politicus, bestuurder en columnist
- 1947 - Mike Chapman, Amerikaans producer
- 1947 - Lalit Suri, Indiaas hotelier en politicus (overleden 2006)
- 1947 - Peter Tuinman, Nederlands acteur
- 1947 - Tashi Wangdi, Tibetaans politicus en diplomaat (overleden 2025)
- 1950 - Jango Edwards, Amerikaans clown en entertainer (overleden 2023)
- 1950 - Antônio Rodrigues Filho (Neca), Braziliaans voetballer
- 1950 - Amy Wright, Amerikaans actrice
- 1951 - Dick Maas, Nederlands filmregisseur
- 1951 - Beatrix Schuba, Oostenrijks kunstschaatsster
- 1952 - Henk Mouwe, Nederlands presentator
- 1955 - Sergej Bondarenko, Sovjet-Russisch voetballer en trainer
- 1955 - Enith Brigitha, Nederlands zwemster
- 1956 - Raul Dominguez, Amerikaans voetbalscheidsrechter
- 1957 - Evelyn Ashford, Amerikaans atlete
- 1957 - Louie Psihoyos, Amerikaans fotograaf en documentairemaker
- 1957 - Jiwansingh Sheombar, Surinaams militair (overleden 1982)
- 1958 - Benjamin Zephaniah, Brits dichter, schrijver en acteur (overleden 2023)
- 1959 - Emma Thompson, Brits actrice
- 1960 - Susanne Bier, Deens filmregisseuse
- 1960 - Pedro Delgado, Spaans wielrenner
- 1960 - Koning Filip, koning van België
- 1961 - Tiina Lillak, Fins atlete
- 1961 - Fred Siebelink, Nederlands radiopresentator
- 1962 - Nawal El Moutawakel, Marokkaans atlete
- 1962 - Nick Kamen, Brits zanger en fotomodel (overleden 2021)
- 1963 - Walter Casagrande, Braziliaans voetballer
- 1963 - Jaap Lodders, Nederlands politicus
- 1965 - Linda Perry, Amerikaans zangeres, songwriter en producer
- 1966 - Samantha Fox, Brits model en zangeres
- 1966 - Tom Soehn, Amerikaans voetballer en voetbalcoach
- 1967 - Simone Velzeboer, Nederlands shorttrackster
- 1968 - Mieke van der Kolk, Nederlands atlete
- 1968 - Brahim Lahlafi, Marokkaans atleet
- 1968 - Ed O'Brien, Brits musicus
- 1971 - Finidi George, Nigeriaans voetballer
- 1971 - Josia Thugwane, Zuid-Afrikaans atleet
- 1972 - Hella Hueck, Nederlands journaliste
- 1972 - Chun Wei Cheung, Nederlands roeier (overleden 2006)
- 1973 - Jeroen Dubbeldam, Nederlands springruiter
- 1973 - Emanuel Rego, Braziliaans beachvolleyballer
- 1973 - Robert Scheidt, Braziliaans zeiler
- 1974 - Danny Way, Amerikaans skateboarder
- 1975 - Patricio Loustau, Argentijns voetbalscheidsrechter
- 1975 - Nina Rillstone, Nieuw-Zeelands atlete
- 1976 - Susan Ward, Amerikaans actrice en model
- 1976 - Steve Williams, Brits roeier
- 1977 - Marko Pusa, Fins darter
- 1978 - Chris Stapleton, Amerikaans singer-songwriter
- 1979 - Anna Torv, Australisch actrice
- 1979 - Luke Evans, Welsh acteur
- 1980 - Kris Bosmans, Belgisch wielrenner
- 1980 - Víctor Núñez, Costa Ricaans voetballer
- 1980 - Fränk Schleck, Luxemburgs wielrenner
- 1981 - Andrés D'Alessandro, Argentijns voetballer
- 1981 - Philippe Geubels, Belgisch komiek
- 1982 - Steffen Justus, Duits triatleet
- 1982 - Sanne de Regt, Nederlands kapster, schoonheidsspecialiste en miss
- 1982 - Seth Rogen, Canadees acteur
- 1983 - Henri Scheweleff, Fins voetballer
- 1984 - Sjoerd Ars, Nederlands voetballer
- 1984 - Guor Marial, Zuid-Soedanees atleet
- 1984 - Stijn Stroobants, Belgisch atleet
- 1985 - Mario Barić, Kroatisch voetballer
- 1986 - Quincy Owusu-Abeyie, Nederlands voetballer
- 1986 - Giorgio Rubino, Italiaans atleet
- 1987 - Yasmani Copello, Cubaans-Turks atleet
- 1987 - Gatis Smukulis, Lets wielrenner
- 1988 - Miro Varvodić, Kroatisch voetbaldoelman
- 1989 - Denise Feierabend, Zwitsers alpineskiester
- 1989 - Damian Kos, Pools voetbalscheidsrechter
- 1990 - Arttu Kiramo, Fins freestyleskiër
- 1990 - Sharon Kovacs, Nederlands zangeres
- 1990 - Emma Watson, Brits actrice
- 1991 - Ristomatti Hakola, Fins langlaufer
- 1992 - John Guidetti, Zweeds voetballer
- 1993 - Ludvig Fjällström, Zweeds freestyleskiër
- 1993 - Jack Harvey, Brits autocoureur
- 1994 - Maja Dahlqvist, Zweeds langlaufster
- 1994 - Pierre Houin, Frans roeier
- 1994 - Axcil Jefferies, Zimbabwaans autocoureur
- 1994 - Elena Linari, Italiaans voetbalster
- 1994 - Shaunae Miller, Bahamaans atlete
- 1995 - Michael Chadwick, Amerikaans zwemmer
- 1995 - Leander Dendoncker, Belgisch voetballer
- 1996 - Patrick Kujala, Fins autocoureur
- 1996 - Kyra Lamberink, Nederlands baanwielrenster
- 1996 - Rokas Zaveckas, Litouws alpineskiër
- 1997 - Chantal Schouwstra, Nederlands voetbalster
- 1997 - Maisie Williams, Brits actrice en danseres
- 1999 - Mathilde Bourdieu, Frans voetbalster
- 2001 - Elise Hughes, Welsh voetbalster
- 2002 - Mathias Kvistgaarden, Deens voetballer
- 2002 - Baptiste Vadic, Frans wielrenner
- 2003 - Matteo Renzulli, Belgisch voetballer
- 2003 - Matías Soulé, Argentijns-Italiaans voetballer

## Overleden
- 69 - Otho (37), Romeins keizer

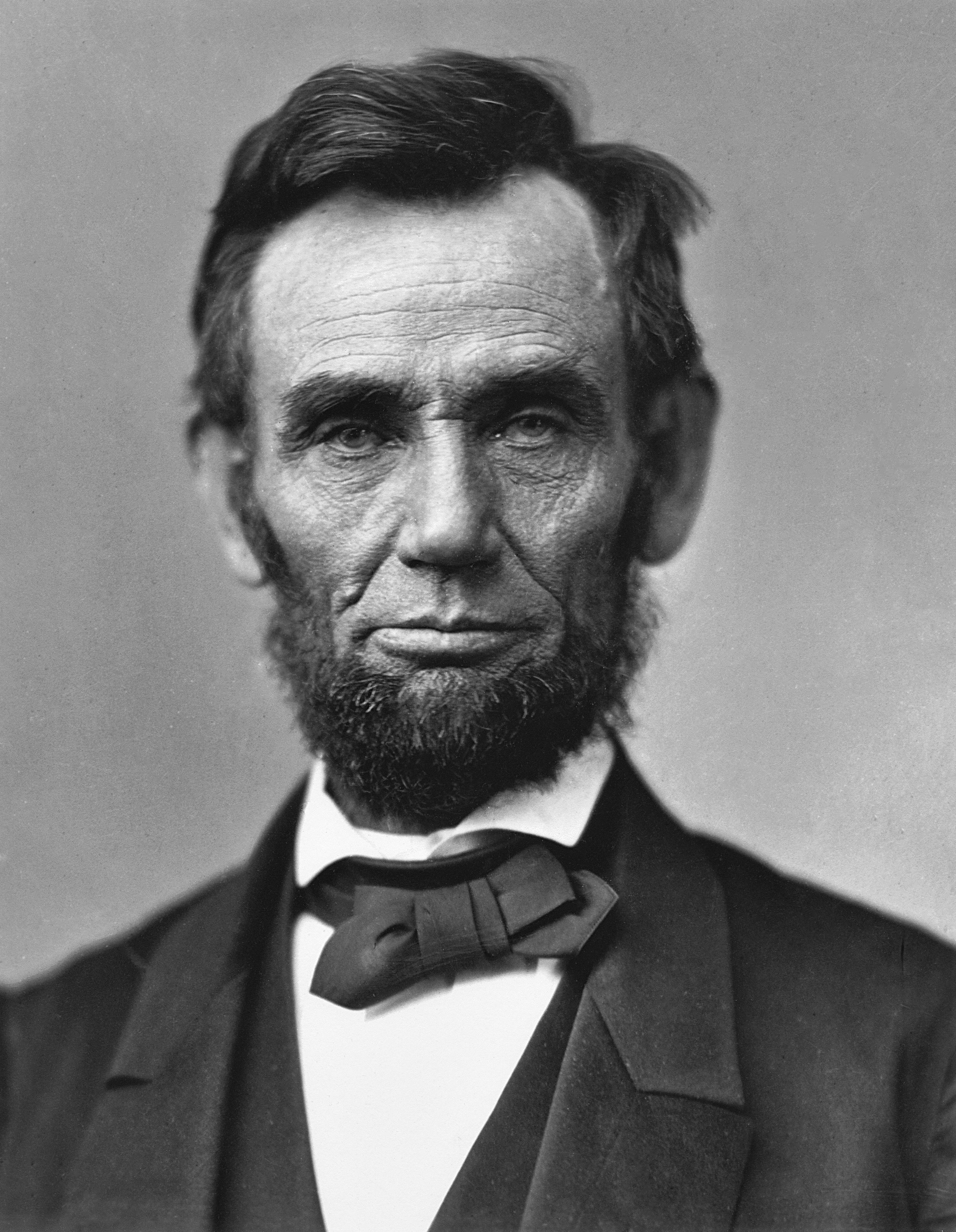
Abraham Lincoln
overleden in 1865

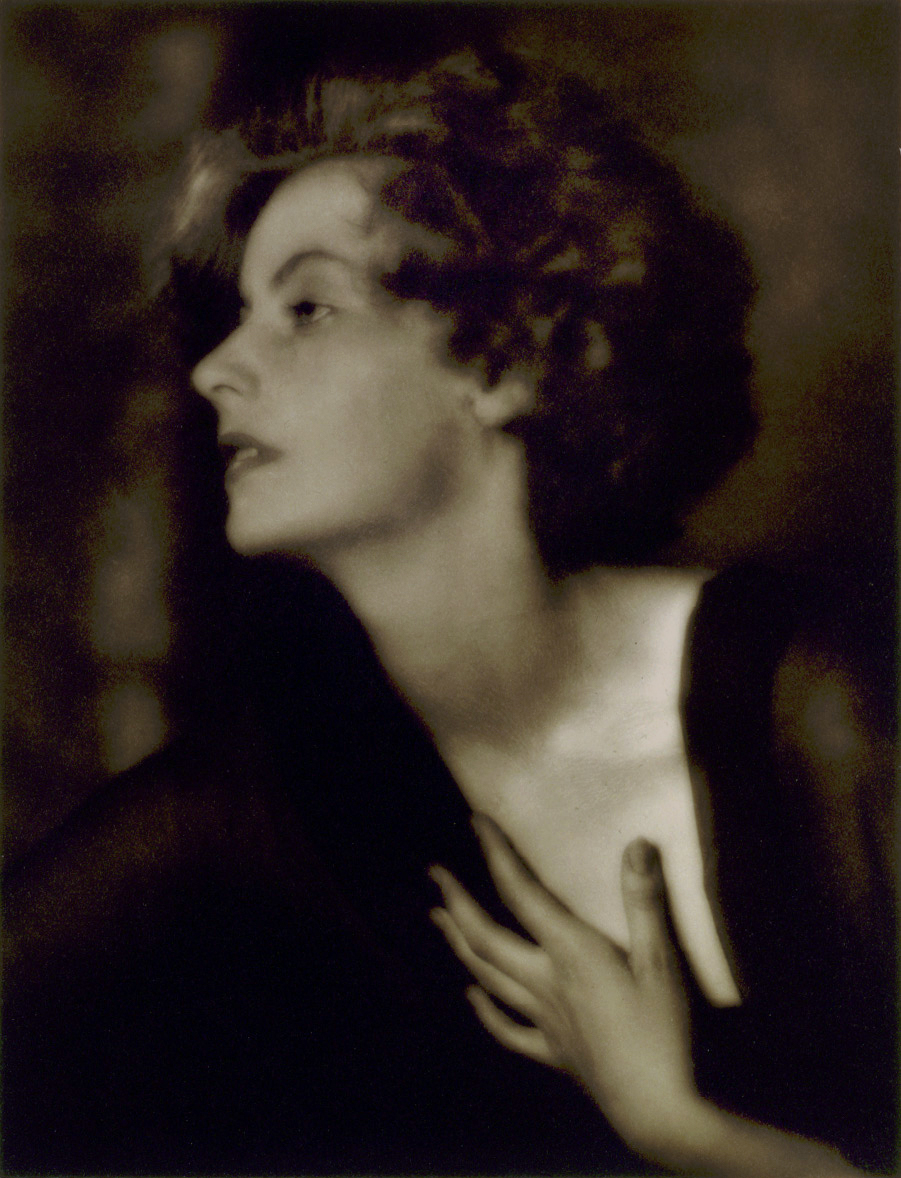
Greta Garbo
overleden in 1990

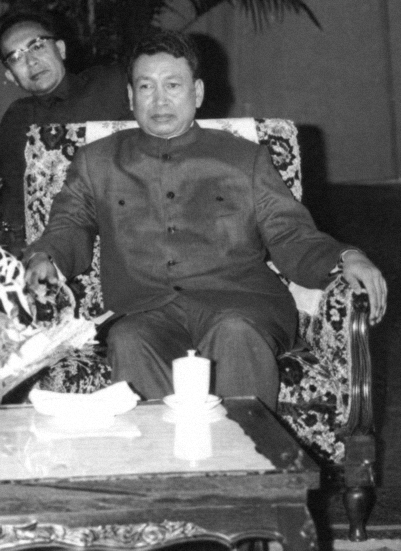
Pol Pot
overleden in 1998

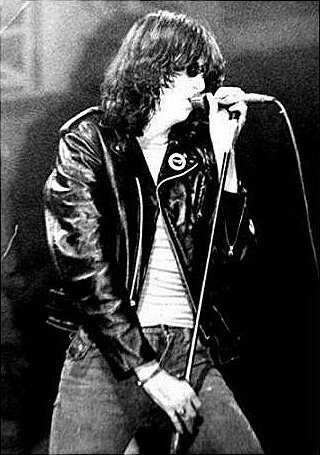
Joey Ramone
overleden in 2001

- 628 - Suiko (74), keizerin van Japan
- 1446 - Filippo Brunelleschi (69 ?), Italiaans architect
- 1517 - Jan Smeken (67 ?), Brussels stadsrederijker
- 1578 - Wolraad II van Waldeck-Eisenberg (69), Duits graaf
- 1607 - Cornelis Kiliaan (77), Belgisch historicus
- 1659 - Simon Dach (53), Duits dichter
- 1719 - Madame de Maintenon (83), tweede echtgenote van Lodewijk XIV van Frankrijk
- 1757 - Rosalba Carriera (81), Italiaans pastelschilderes
- 1788 - Mary Delany (87), Brits papierkunstenaar, botanicus en schrijver
- 1865 - Abraham Lincoln (56), zestiende president van de Verenigde Staten
- 1888 - Joseph Dietzgen (59), Duits filosoof en leerlooier
- 1889 - Pater Damiaan (49), Belgisch missionaris
- 1899 - Agostino Bausa (78), Italiaans kardinaal-aartsbisschop van Florence
- 1901 - Leopoldus Passchijn (67), Belgisch politicus
- 1912 - John Jacob Astor IV (47), Amerikaans zakenman, uitvinder en schrijver
- 1912 - Benjamin Guggenheim (46), Amerikaans zakenman en opvarende van de Titanic
- 1912 - Georges Krins (23), Belgisch violist en opvarende van de Titanic
- 1912 - John George Phillips (25), Engels marconist van de Titanic
- 1912 - Johan George Reuchlin (37), Nederlands ondernemer en opvarende van de Titanic
- 1912 - Edward John Smith (62), Engels zeevaartofficier en kapitein (kapitein van de Titanic)
- 1912 - Thomas Andrews (39), Iers scheepsbouwer en zakenman, hoofdontwerper van de Titanic
- 1927 - Henry Holiday (87), Engels kunstschilder, glazenier en illustrator
- 1942 - Robert Musil (61), Oostenrijks schrijver
- 1944 - Nannie van Wehl (63), Nederlands kinderboekenschrijfster
- 1946 - Adelgunde van Bragança (87), hertogin van Guimarǎes, Portugees prinses
- 1948 - Manuel Roxas (56), Filipijns politicus
- 1957 - Nadezhda Stanchova (63), Bulgaars diplomaat
- 1962 - Arsenio Lacson (50), Filipijns politicus
- 1973 - Ernst Klodwig (69), Duits autocoureur
- 1974 - Irene van Griekenland (70), prinses van Griekenland en Denemarken
- 1978 - Jakob Trip (59), CDA-politicus in Drenthe
- 1980 - Jean-Paul Sartre (74), Frans filosoof en schrijver
- 1982 - Arthur Lowe (66), Brits acteur
- 1983 - Corrie ten Boom (91), Nederlands horlogemaakster, evangeliste en schrijfster
- 1984 - Tommy Cooper (63), Brits komiek
- 1986 - Jean Genet (76), Frans schrijver
- 1988 - Maria Ullfah Santoso (76), Indonesische activiste voor vrouwenrechten en onafhankelijkheid en politicus
- 1990 - Greta Garbo (84), Zweeds-Amerikaans actrice
- 1993 - Leslie Charteris (85), Brits schrijver
- 1993 - Tuzo Wilson (84), Canadees geoloog
- 1994 - John Curry (44), Brits kunstschaatser
- 1998 - Pol Pot (72), dictator van Cambodja
- 2000 - Floris Bakels (84), Nederlands verzetsstrijder
- 2000 - Edward Gorey (75), Amerikaans schrijver en illustrator
- 2001 - Wim Meijer (78), Nederlands politicus
- 2001 - Joey Ramone (49), Amerikaans zanger (Ramones)
- 2001 - John Weedon Verrall (92), Amerikaans componist
- 2002 - Damon Knight (79), Amerikaans schrijver
- 2003 - Bernard Huijbers (80), Nederlands componist en organist
- 2004 - Ton Dreesmann (69), Nederlands ondernemer
- 2004 - Mitsuteru Yokoyama (68), Japans mangaka en schrijver
- 2005 - Art Cross (87), Amerikaans autocoureur
- 2008 - Benoît Lamy (62), Belgisch cineast
- 2009 - Clement Freud (84), Brits keukenchef en politicus
- 2009 - László Tisza (101), Hongaars-Amerikaans natuurkundige
- 2010 - Hans van Dalsum (80), Nederlands tennisspeler
- 2010 - Jack Herer (70), Amerikaans auteur en activist
- 2010 - Michael Pataki (72), Amerikaans acteur
- 2012 - André Devreker (89), Belgisch hoogleraar
- 2012 - Hanneke Ippisch-Eikema (87), Nederlands verzetsstrijdster
- 2013 - Richard LeParmentier (66), Brits acteur
- 2014 - Tjitze de Jong (71), Nederlands predikant
- 2015 - Ton van der Kleij (66), Nederlands drummer
- 2015 - Felice Leonardo (100), Italiaans bisschop
- 2015 - Jef Penders (86), Nederlands componist en dirigent
- 2016 - Louis Van Geyt (88), Belgisch politicus
- 2016 - Guy Woolfenden (78), Brits componist en dirigent
- 2017 - Amílcar Henríquez (33), Panamees voetballer
- 2017 - Allan Holdsworth (70), Brits gitarist
- 2017 - Emma Morano (117), Italiaans supereeuwelinge en wereldoudste
- 2018 - R. Lee Ermey (74), Amerikaans acteur
- 2018 - Michael Halliday (93), Australisch taalkundige
- 2018 - Vittorio Taviani (88), Italiaans filmregisseur
- 2019 - Guro Fjellanger (55), Noors politica
- 2019 - Owen Garriott (88), Amerikaans ruimtevaarder
- 2019 - Theo Stroeken (80), Nederlands politicus
- 2020 - Brian Dennehy (81), Amerikaans acteur
- 2020 - Dries Holten (84), Nederlands zanger, bekend als Andres
- 2020 - Lee Konitz (92), Amerikaans jazzsaxofonist
- 2020 - Aldo Mongiano (100), Italiaans bisschop
- 2020 - Willy Schmidt (93), Nederlands voetballer
- 2021 - Barbara Kelly (45), Duits-Brits zangeres (The Kelly Family)
- 2022 - Bernhard Germeshausen (70), Duits bobsleeër
- 2022 - Jaap Gutker (86), Nederlands politicus
- 2022 - Michael O'Kennedy (86), Iers politicus
- 2022 - Jack Newton (72), Australisch golfer
- 2022 - Charles Henry Plumb (97), Brits politicus
- 2022 - Liz Sheridan (93), Amerikaans actrice
- 2023 - Harke Iedema (82), Nederlands organist
- 2023 - Willy Roggeman (88), Belgisch schrijver
- 2024 - Bernd Hölzenbein (78), (West-)Duits voetballer
- 2024 - Ursie Lambrechts (68), Nederlands politica
- 2024 - Josip Manolić (104), Kroatisch politicus; premier (augustus 1990-juli 1991)
- 2024 - Pedro Rubiano Sáenz (91), Colombiaans kardinaal
- 2025 - Joaquim Galera (85), Spaans wielrenner
- 2025 - Cees Smit (85), Nederlands voetballer
- 2025 - Werner Thissen (86), Duits geestelijke en aartsbisschop van de Rooms-Katholieke Kerk

## Viering/herdenking
- Friese bevrijdingsdag.
- In het Oude Rome werden de Fordicidia gevierd ter ere van Gaia.
- Pasen in 1607, 1618, 1629, 1691, 1759, 1770, 1781, 1827, 1838, 1900, 1906, 1979, 1990, 2001, 2063.
- Rooms-katholieke kalender:
  - Heiligen Martelaren van Rome: Basilissa en Anastasia († c. 68)
  - Heilige Ruadhan (van Lorrha) († 584)
  - Heilige Hunna († 679)
  - Heilige Paternus (van Wales) († c. 565)
- Noord-Korea - Dag van de zon

## Weerextremen

### Nederland
| | Officiële records | Officiële records | Officiële records |      | Landelijke records | Landelijke records | Landelijke records                                |
| Gebeurtenis | Jaar              | Extreem           | Locatie           | Jaar | Extreem            | Locatie            |                                                   |
| --- | ----------------- | ----------------- | ----------------- | ---- | ------------------ | ------------------ | ------------------------------------------------- |
| Laagste etmaalgemiddelde temperatuur (°C) | 1928              | 1,5               | De Bilt           |      | 1966               | 0,8                | Eelde, Twenthe                                    |
| Hoogste etmaalgemiddelde temperatuur (°C) | 2007              | 18,6              | De Bilt           |      | 2007               | 20,5               | Maastricht                                        |
| Laagste minimumtemperatuur (°C) | 1921              | −2,4              | De Bilt           |      | 1996               | −5,0               | Nieuw Beerta                                      |
| Hoogste minimumtemperatuur (°C) | 1904              | 11,0              | De Bilt           |      | 1934               | 12,5               | Maastricht                                        |
| Laagste maximumtemperatuur (°C) | 1966              | 4,0               | De Bilt           |      | 1966               | 2,2                | Eelde                                             |
| Hoogste maximumtemperatuur (°C) | 2007              | 28,9              | De Bilt           |      | 2007               | 29,7               | Westdorpe                                         |
| Hoogste uurgemiddelde windsnelheid (m/s) | 1954              | 15,4              | De Bilt           |      | 1954               | 20,6               | Eindhoven                                         |
| Hoogste windstoot (m/s) | 2024              | 26,0              | De Bilt           |      | 2024               | 28,0               | Vlissingen                                        |
| Langste zonneschijnduur (uur) | 1942, 1996        | 12,9              | De Bilt           |      | 1996 2020          | 13,2               | Hoorn Terschelling, Hupsel Lauwersoog, Leeuwarden |
| Langste neerslagduur (uur) | 2002              | 17,5              | De Bilt           |      | 2002               | 23,1               | Heino                                             |
| Hoogste etmaalsom van de neerslag (mm) | 1990              | 18,8              | De Bilt           |      | 1990               | 27,2               | Deelen                                            |
| Laagste etmaalgemiddelde relatieve vochtigheid (%) | 2003              | 44                | De Bilt           |      | 1942 1980 2003     | 39                 | Maastricht Deelen Eindhoven                       |
| Laagste uurwaarde luchtdruk op zeeniveau (hPa) | 1919              | 984,6             | De Bilt           |      | 1919               | 980,8              | De Kooy                                           |
| Hoogste uurwaarde luchtdruk op zeeniveau (hPa) | 1906              | 1036,3            | De Bilt           |      | 1906               | 1036,7             | De Kooy                                           |
| Officiële records worden altijd gemeten op het KNMI-weerstation in De Bilt. Landelijke records kunnen worden gemeten op elk officieel KNMI-weerstation in Nederland. |                   |                   |                   |      |                    |                    |                                                   |

Uitzonderlijke gebeurtenissen
- 1904 - Eerste officiële zomerse dag van het jaar (maximumtemperatuur ≥ 25 °C in De Bilt)
- 1904 - Eerste landelijke zomerse dag van het jaar gemeten in De Bilt (maximumtemperatuur ≥ 25 °C op een officieel weerstation)
- 1908 - Eerste officiële zachte dag van het jaar (maximumtemperatuur ≥ 15 °C in De Bilt)
- 1934 - Eerste officiële warme dag van het jaar (maximumtemperatuur ≥ 20 °C in De Bilt)
- 1934 - Eerste landelijke zomerse dag van het jaar gemeten in Maastricht (maximumtemperatuur ≥ 25 °C op een officieel weerstation)
- 1971 - Eerste officiële warme dag van het jaar (maximumtemperatuur ≥ 20 °C in De Bilt)
- 1971 - Eerste landelijke warme dag van het jaar gemeten in De Bilt, Deelen, Eindhoven, Gilze-Rijen, Maastricht, Soesterberg, Twenthe en Volkel (maximumtemperatuur ≥ 20 °C op een officieel weerstation)
- 1984 - Eerste landelijke warme dag van het jaar gemeten in Maastricht en Volkel (maximumtemperatuur ≥ 20 °C op een officieel weerstation)
- 1996 - Eerste officiële zachte dag van het jaar (maximumtemperatuur ≥ 15 °C in De Bilt)
- 2002 - Landelijk maandrecord langste neerslagduur in uren van april gemeten in Heino: 23,1
- 2007 - Officieel maandrecord hoogste maximumtemperatuur in °C van april gemeten in De Bilt: 28,9
- 2024 - Landelijk hoogste uurgemiddelde windsnelheid in m/s van april dit jaar gemeten in IJmuiden: 19,0 (voorlopig)
- 2024 - Officieel hoogste windstoot in m/s van het jaar gemeten in De Bilt: 26,0 (voorlopig)
- 2024 - Officieel hoogste windstoot in m/s van april dit jaar gemeten in De Bilt: 26,0 (voorlopig)
- 2024 - Landelijk hoogste windstoot in m/s van april dit jaar gemeten in Vlissingen: 28,0 (voorlopig)
- 2024 - Landelijk hoogste etmaalsom van de neerslag in mm van april dit jaar gemeten in Stavoren: 22,1 (voorlopig)

### België
Dagrecords
- 1892 - Laagste etmaalgemiddelde temperatuur 0,8 °C
- 2007 - Hoogste etmaalgemiddelde temperatuur 20,8 °C
- 1892 - Laagste minimumtemperatuur −2,4 °C
- 2007 - Hoogste maximumtemperatuur 28,7 °C. Dit is de hoogste maximumtemperatuur ooit in de maand april.
- 1881, 2001 - Hoogste etmaalsom van de neerslag 18 mm

Uitzonderlijke gebeurtenissen
- 1999 - 15 cm sneeuw in Elsenborn (Bütgenbach) en 18 cm in Saint-Hubert.
- 2007 - Maximumtemperaturen tot 30,8 °C in Begijnendijk.

<< · 1 · 2 · 3 · 4 · 5 · 6 · 7 · 8 · 9 · 10 · 11 · 12 · 13 · 14 · 15 · 16 · 17 · 18 · 19 · 20 · 21 · 22 · 23 · 24 · 25 · 26 · 27 · 28 · 29 · 30 · >>